# 坎普 (瓦隆古)
坎普（葡萄牙語：Campo）是葡萄牙波尔图区瓦隆古的一个堂区。总面积12.68平方公里，总人口8645人，人口密度681.8人/平方公里。